# Тайната реликва
„Тайната реликва“ (на немски: Das Jesus Video) е германски научнофантастичен приключенски минисериал от 2002 година на режисьора Себастиян Нийман, по сценарий на Мартин Ритценшоф. Двусерийният телевизионен филм е продуциран от Rat Pack Filmproduction GmbH.

## В България
През 2009 г. е излъчен по bTV с български дублаж. Екипът се състои от:
| Преводач            | Светла Василева                                                     |
| Тонрежисьор         | Наталия Василева                                                    |
| Режисьор на дублажа | Красимир Куцупаров                                                  |
| Озвучаващи артисти  | Даниела Йорданова Симеон Владов Борис Чернев Иван Танев Васил Бинев |